# Pasha Kovalev
Pasha Kovalev en russe : Па́вел "Па́ша" Ковалёв, né le 19 janvier 1980 à Komsomolsk-sur-l'Amour (Union soviétique), est un danseur et chorégraphe russe, spécialisée en danse de salon.

## Tu crois que tu sais danser
En 2007, Kovalev fait sa première apparition à la télévision, en tant que participant à la compétition de danse américaine Tu crois que tu sais danser. Il finit à la sixième place.

## Strictly Come Dancing
Depuis 2011, Kovalev est un des danseurs professionnels de l'émission britannique Strictly Come Dancing. En 2014, il gagne la douzième saison avec sa partenaire, l'animatrice de télévision Caroline Flack. En février 2019, il annonce quitter le programme, après 8 saisons.

### Classement
| Série | Célébrité       | Résultat |
| ----- | --------------- | -------- |
| 9     | Chelsee Healey  | 2/14     |
| 10    | Kimberley Walsh | 2/14     |
| 11    | Rachel Riley    | 11/15    |
| 12    | Caroline Flack  | 1/15     |
| 13    | Carol Kirkwood  | 10/15    |
| 14    | Naga Munchetty  | 12/15    |
| 15    | Chizzy Akudolu  | 15/15    |
| 16    | Ashley Roberts  | 2/15     |

En outre, il participe aux émissions spéciales de Noël en 2013 avec Elaine Paige, en 2015 avec Lisa Snowdon, en 2016 avec Pamela Stephenson et en 2017 avec Kimberley Walsh.